# (488442) 2016 YH2
(488442) 2016 YH2 es un asteroide perteneciente al cinturón de asteroides, descubierto el 5 de mayo de 2008 por el equipo del Spacewatch desde el Observatorio Nacional de Kitt Peak, Arizona, Estados Unidos.

## Designación y nombre
Designado provisionalmente como 2016 YH2 .

## Características orbitales
2016 YH2 está situado a una distancia media del Sol de 3,172 ua, pudiendo alejarse hasta 3,512 ua y acercarse hasta 2,831 ua. Su excentricidad es 0,107 y la inclinación orbital 19,96 grados. Emplea 2063,74 días en completar una órbita alrededor del Sol.
Los próximos acercamientos a la órbita de Júpiter se producirán el 7 de febrero de 2042 y el 8 de febrero de 2053.

## Características físicas
La magnitud absoluta de 2016 YH2 es 15,7.